# Малицький Федір Михайлович
Фе́дір Миха́йлович Малицький (1 березня 1900, с. Долгобичув на Холмщині, нині однойменна ґміна Люблінського воєводства Польщі — 21 липня 1988, Київ) — український поет, прозаїк, журналіст. Член літературної організації «Плуг».
Жертва сталінського терору.

## Біографія
Народився в селянській родині. Під час першої світової війни разом із батьком виїхав до Росії, працював на Тульському патронному заводі.

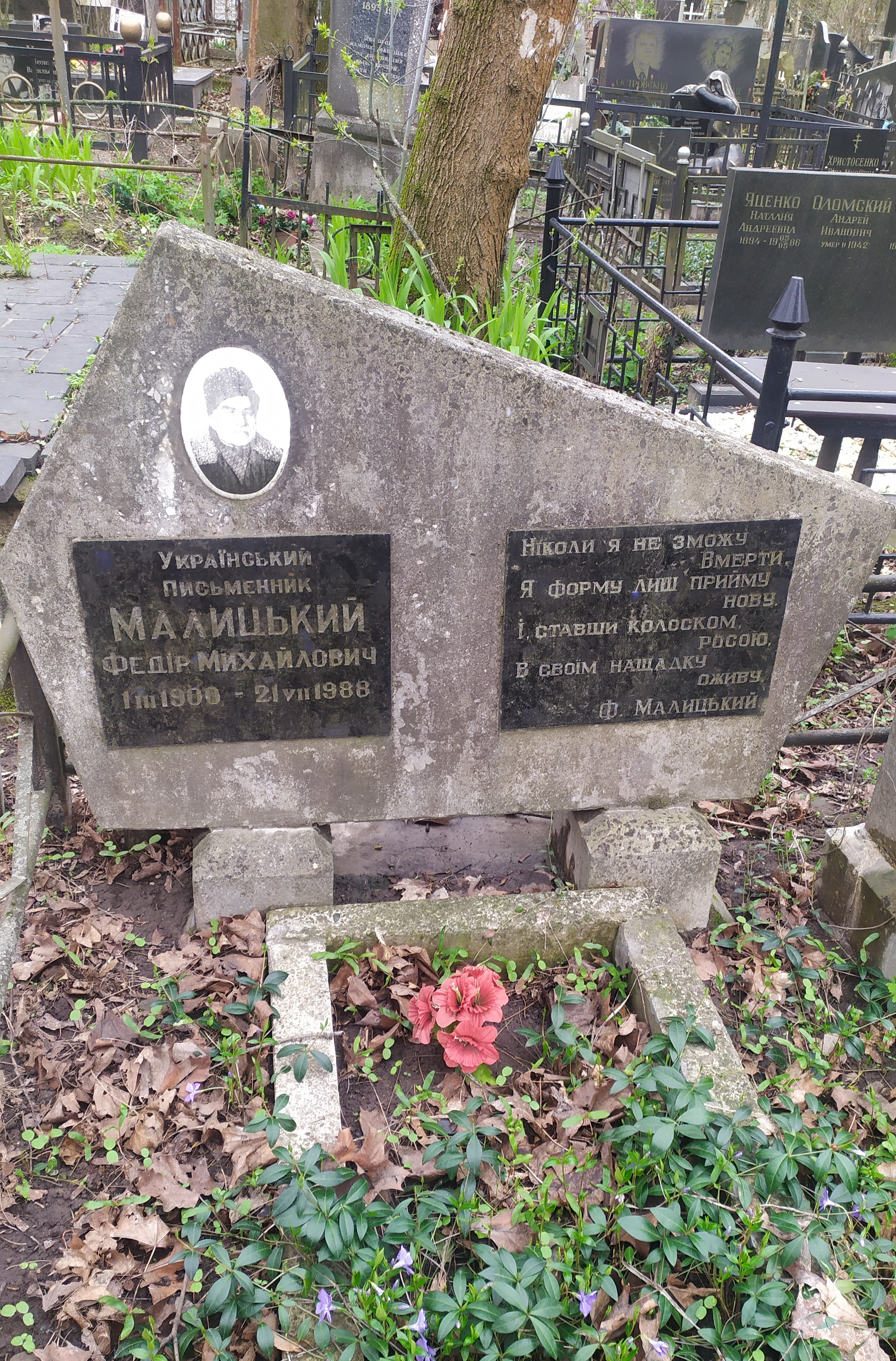
Могила Федіра Малицького, Байкове кладовище

Закінчив Білоцерківську педагогічну школу та Київський інститут народної освіти, по закінченні навчання вчителював на Бершадщині — у селі Краснопілка, та на Кубані. Перша книжка віршів «Холмщина» вийшла 1927 року; виступає також як прозаїк.
Належав до літературної організації «Плуг». 1933 року арештований і засуджений до кількох років таборів — як член літературної організації «Західна Україна», зі звинуваченнями у розповсюдженні націоналістичних ідей. Агата Турчинська «у своїх свідченнях підтвердила», що Малицький, М. Кічура, М. Козоріс, Д. Рудик, Д. Загул є «прибічниками єдиної незалежної України, а їхня спілка письменників „Західна Україна“ являла собою контрреволюційну організацію, яка ставила своєю метою повалення Радянської влади і відновлення Великої соборної України». Ув'язнення відбував в Дмитровлагу.
Під час Другої світової був співробітником редакції дивізійної газети «Бойовий прапор». У серпні 1959 реабілітований.
Син — Юрій Малицький (1927—2013), перекладач, педагог, викладав англійську мову в київській середній школі № 117. Помер 21 липня 1988 року у Києві. Похований на старій частині Байкового кладовища (ділянка № 3), неподалік від могили Лесі Українки, разом з сином.

## Твори
Вийшли збірки його віршів:
- «Поезії» — 1931,
- «Грози над смереками» — 1966,
- Оповідання «На панських ланах»
- «Заграви над Бугом» — 1970,
- «Цвіт ломикаменю» — 1971,
- автобіографічна книжка прози «Дороги життя» — 1975,
- «Обжинки» — 1979;
- історико-біографічних поем «Юрій Котермак» (про Юрія Дрогобича),
- «Мудрець з Чорнух» (про Григорія Сковороду).
- книжка пісень «На крилах пісні» — 1985,
- проза «Тих днів не забути» — 1986.

Надрукована повість «Бистрий Буг» — про життя й побут холмщаків до 1-ї світової війни (1931).